# (167852) Maturana
(167852) Maturana est un astéroïde de la ceinture principale.

## Description
(167852) Maturana est un astéroïde de la ceinture principale. Il fut découvert le 17 février 2005 à La Silla par Andrea Boattini et Hans Scholl. Il présente une orbite caractérisée par un demi-grand axe de 3,07 UA, une excentricité de 0,05 et une inclinaison de 8,8° par rapport à l'écliptique.

## Compléments